# South Pacific Tourism Organisation
Die South Pacific Tourism Organisation (STPO), selten auch South Pacific Tourism Organization, ist eine zwischenstaatliche Organisation zur Tourismusförderung im Pazifikraum. Sie hat ihre Hauptsitz in Suva, der Hauptstadt Fidschis. Bis 2004 wurde die Finanzierung vor allem durch Gelder der Europäischen Union sichergestellt. Seitdem hat die Volksrepublik China zum Großteil die Finanzierung übernommen.
Die STPO wurde als zwischenstaatliche Organisation am 18. Oktober 1999 in der samoanischen Hauptstadt Apia gegründet. Sie ging aus dem 1983 formierten Tourism Council of the South Pacific hervor.

## Mitglieder
(Gründungsmitglieder mit * gekennzeichnet)
- Amerikanisch-Samoa*
- Cookinseln*
- Fidschi*
- Französisch-Polynesien*
- Kiribati*
- Marshallinseln
- Föderierte Staaten von Mikronesien
- Neukaledonien*
- Nauru
- Niue*
- Osttimor
- Papua-Neuguinea*
- Samoa*
- Salomonen*
- Tonga*
- Tuvalu*
- Vanuatu*
- Volksrepublik China

Mitglieder können auch Privatunternehmen in den Mitgliedsstaaten oder diesen verbundenen Ländern werden. Aktuell (Stand Mai 2018) gibt es mehr als 200 solche Einzelmitglieder.